# سعيد جراح
سعيد جراح (بالإنجليزية: Sayid Jarrah)‏ هو أحد شخصيات المسلسل الأمريكي لوست. يلعب دوره الممثل البريطاني (الهندي الأصل) نافين أندروز.

من اليمين لليسار : (سوير - كلير - سعيد - تشارلي)

## الشخصية

نادية وسعيد، عاشا قصة حب مؤلمة في العراق

ضابط الاتصالات العراقي، جندي الحرس الجمهوري سابقاً.شاب مفتول العضلات ويجيد استخدام السلاح والتعامل مع الإلكترونيات، وله ماض في التعذيب في السجون العراقية. فر من العراق إلى بعض الدول الأجنبية بعد أن أقدم على قتل الضابط المسؤول عنه في سبيل انقاذ حبيبته نادية (نور عبد العظيم) من الموت المحقق بعد الاشتباه في ضلعها في تفجيرات حصلت في العراق.
عاش سعيد قصة حب مع نادية وتزوج بها بعد أن غادر الجزيرة في الموسم الخامس من المسلسل وذلك قبل أن يتم قتلها على أيدي أشخاص مجهولين.
يعتبر سعيد جراح المسلم الوحيد علي الجزيرة كما انه عبقري في الرياضيات والمعادلات والحسابات.